# Woodmansey
Woodmansey is een civil parish in het bestuurlijke gebied East Riding of Yorkshire, in het Engelse graafschap East Riding of Yorkshire met 7109 inwoners.

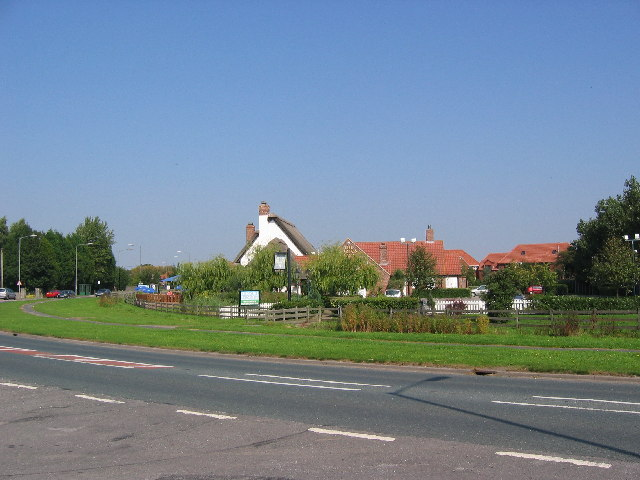
Warton Arms